# کوتان‌آباد
کوتان‌آباد، روستایی است از توابع بخش قطور و در شهرستان خوی استان آذربایجان غربی ایران.

## جمعیت
این روستا در دهستان قطور قرار داشته و بر اساس سرشماری سال ۱۳۸۵ جمعیت آن ۵۴۹ نفر (۱۰۷ خانوار)
بوده‌است.